# Триколор

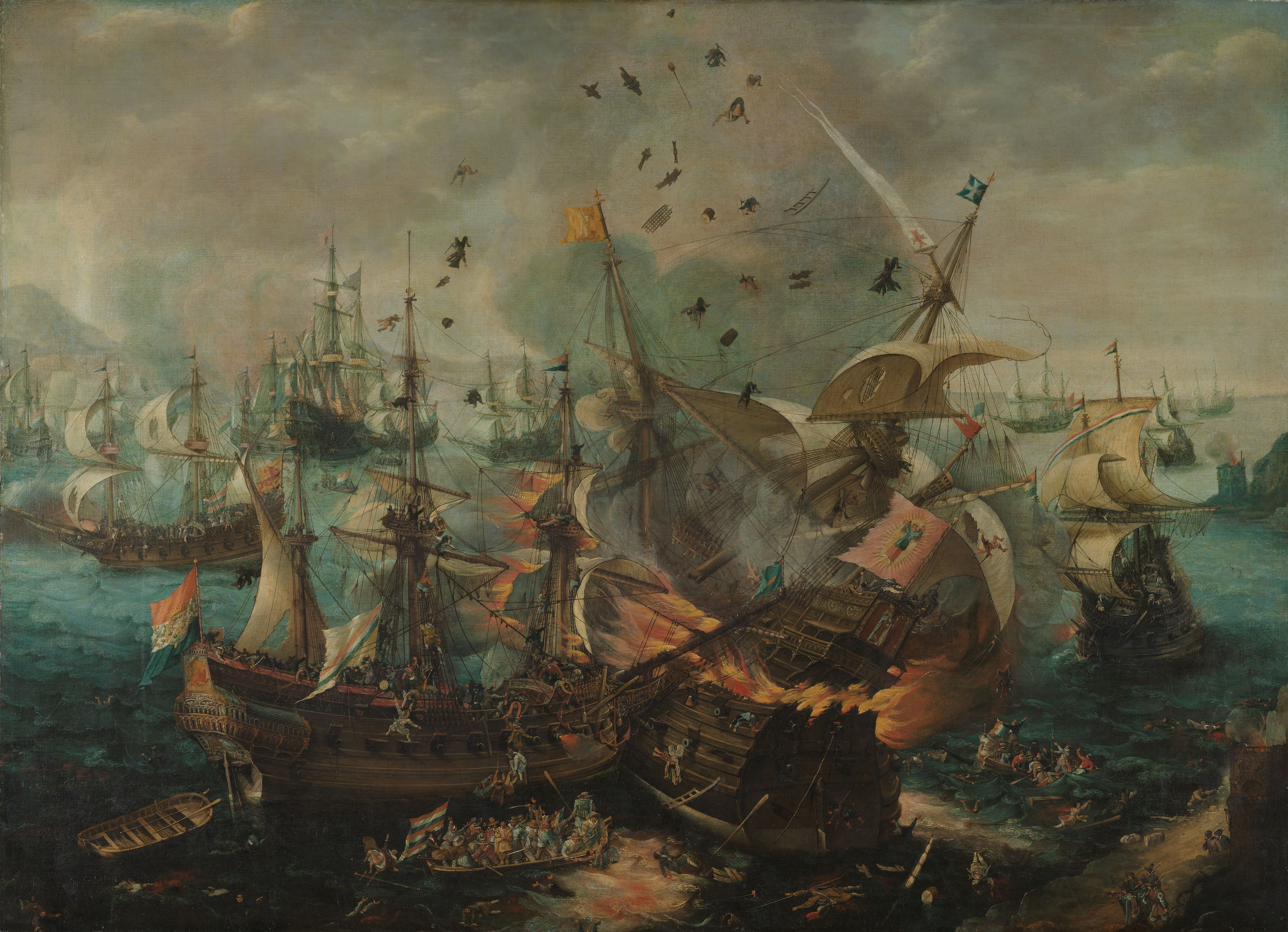
Корнелис Клас ван Виринген. Гибралтарская битва. На корме судна — нидерландский триколор.

Триколо́р (фр. tricolore — «трёхцветный») — флаг, состоящий из трёх полос разных цветов.
Считается, что первый триколор — так называемый флаг принца — возник в Нидерландах во время войны Семнадцати провинций за свою независимость. Он представлял собой полотнище, состоявшее из расположенных горизонтально оранжевой, белой и синей полос — геральдических цветов принца Вильгельма Оранского. Достоверно известно, что флаг использовался при осаде Лейдена в 1573 году. Наследниками этого триколора являются современные флаги Нидерландов и Люксембурга, а также существовавший с 1928 до 1994 года флаг Южно-Африканской Республики. Считается также, что триколор принца Оранского вдохновил на создание триколоров во Франции и в России.

Эжен Делакруа. Свобода, ведущая народ. В руках у аллегории свободы — французский триколор.

Вероятно, наиболее известным триколором является французский — собственно, именно из языка этой страны пришёл в русский язык данный термин. Он представляет собой полотнище, состоящее из трёх вертикальных полос — синей, белой и красной, и появился во времена Французской революции. Как сказано выше, его создатели вдохновлялись нидерландским триколором, но не только. С начала революции в 1789 году старая геральдика оказалась отменена, а новой ещё не сложилось; народом использовались кокарды самых разных цветов и их сочетаний — бело-красные, бело-зелёные, чёрные. Популярными среди горожан были сине-красные кокарды — по геральдическим цветам Парижа. В конце того же 1789 года король Людовик XVI в знак примирения добавил к этим цветам белый — традиционный цвет французских монархов. 21 октября 1790 года новый трёхцветный флаг был утверждён декретом Национального Собрания. Порядок цветов на французском триколоре первое время варьировался, но остаётся неизменным с 1812 года.
В дальнейшем многие европейские страны, а также страны западной и центральной Африки — бывшие французские колонии, приняли в качестве государственных флагов триколоры.
Различают вертикальные (французский, мексиканский, румынский, бельгийский, итальянский, молдавский) и горизонтальные (армянский, нидерландский, германский, российский) триколоры.

## Примеры триколоров
| Азербайджан  | Андорра     | Армения    | Бельгия  | Болгария | Боливия     | Венгрия    | Венесуэла |
| Габон        | Гана        | Гвинея     | Германия | Египет   | Индия       | Ирак       | Иран      |
| Ирландия     | Италия      | Йемен      | Камерун  | Колумбия | Кот-д’Ивуар | Курдистан  | Лесото    |
| Ливия        | Литва       | Люксембург | Малави   | Мали     | Мексика     | Нидерланды | Парагвай  |
| Россия       | Руанда      | Румыния    | Сенегал  | Сербия   | Сирия       | Словакия   | Словения  |
| Сьерра-Леоне | Таджикистан | Франция    | Хорватия | Чад      | Эквадор     | Эстония    | Эфиопия   |